# Mateu Fletxa el Jove
Mateu Fletxa el Jove (kat.: ‚der Jüngere‘), auch (span.): Mateo Flecha el Joven (* 1530 in Prades (Tarragona), Baix Camp; † 20. Februar 1604 in Sant Pere de la Portella, Berguedà) war ein katalanischer Musiker der Renaissance und Neffe von Mateu Fletxa el Vell (dem Älteren).
Nachdem er eine Zeit lang in Italien gelebt hatte, wurde Mateu Fletxa Priester der Kaiserin Maria von Spanien, der Ehefrau von Maximilian II., und später Kantor der kaiserlichen Kapelle. Nach Maximilians Tod ernannte ihn Kaiser Rudolf II. zum Abt von Tihany auf der gleichnamigen Halbinsel im Norden des Plattensees in Ungarn. Fletxa besuchte die Iberische Halbinsel 1570, 1581 und 1586, um neue Sänger für die kaiserliche Kapelle anzuwerben.
Seine wichtigsten Werke wurden in Venedig und Prag verlegt; beide Städte hatte Fletxa mehrfach besucht. In Venedig veröffentlichte er 1568 das Erste Buch vier- und fünfstimmiger Madrigale (Il Primo Libro de Madrigali), eine Sammlung von 31 Madrigalen. In Prag publizierte er 1581 drei Bücher mit polyphoner Musik: das Buch über die kontrapunktische Musik (verloren gegangen), Divinarum completarum psalmi (unvollständig erhalten) sowie Die Ensaladas, Joan de Borja gewidmet. Diese letztere Sammlung enthält acht Ensaladas seines Onkels Mateu Fletxa el Vell, drei von ihm selbst, zwei von Pere A. Vila, eines von Bartomeu Càrceres sowie eine Chaconne. 1593 veröffentlichte er einen Gedichtband anlässlich des Todes der französischen Königin Elisabeth von Österreich. Zwei bemerkenswerte Werke, Fünfstimmige Harmonie für fünf Saiteninstrumente sowie ein vierstimmiges Miserere, sind als Originalmanuskripte erhalten. 1599 wurde Fletxa von König Philipp III. zum Abt des Klosters Sant Pere de la Portella (Comarca Berguedà) ernannt, wo er seine letzten Lebensjahre verbrachte.
Mateu Fletxa el Jove machte die Musik seines Onkels Mateu Fletxa el Vell bekannt und sorgte für deren Erhalt.